# Temporada 2006-2007 de l'EC Granollers
Amb l'objectiu de retornar a la recentment perduda Tercera Divisió, l'Esport Club Granollers recupera el tècnic Ramon Mayo, el qual va portar l'equip a jugar la promoció d'ascens a Segona B, ara fa tres temporades. Però la segona etapa del mister vigatà al club vallesà no acaba bé i és substituït a cinc jornades pel final, amb l'equip desestabilitzat pel continu ball de jugadors i l'anunci a alguns d'aquests per part de la junta directiva que no es comptarà amb ells la propera temporada. Així les coses, el segon descens consecutiu es fa palès just a la darrera jornada de lliga.

## Fets destacats
2006
- 4 de juny: el club ha de jugar la primera eliminatòria de la Copa Catalunya amb el juvenil, arran de la negativa del primer equip, adduint l'impagament de les quatre darreres mensualitats.[1]

2007
- 24 d'abril: després d'una contundent derrota per 5 a 1 contra l'AEC Manlleu, Ramon Mayo deixa el primer equip i s'incorpora a la secretaria tècnica, essent rellevat a la banqueta per Diego García.[2][3][4]
- 27 de maig: la darrera jornada de lliga fou un dia de contrasts històrics. L'empat davant el CF Pobla de Mafumet significava per primer cop a la història de l'Esport Club un segon descens consecutiu i el fet d'haver de jugar la temporada següent al nivell més baix mai assolit. Curiosament, a les acaballes del partit es veié el gol número 300 del Granollers a la Primera Divisió Catalana, obra de Ricard Fargas 'Ricky', que al capdavall seria l'últim marcat en aquesta categoria, ara desapareguda.

## Plantilla
| Núm. | Pos. |                   | Jugador                             | Procedència                      | Temporada |
| ---- | ---- | ----------------- | ----------------------------------- | -------------------------------- | --------- |
|      | POR  | Paraguai          | Alberto Cabral 'Fredi'              | Club Nacional                    | 2006-2007 |
|      | POR  | Catalunya         | Alfredo Ostariz García              | UE Caprabo Europa B              | 2006-2007 |
|      | POR  | Catalunya         | Dayan Barrera Mitjans               | CF Mollet UE                     | 2006-2007 |
|      | POR  | Catalunya         | Daniel Cuevas Quirós                | Girona FC                        | 2006-2007 |
|      | DEF  | Argentina         | Roberto Daniel Rosa Correa          | CD Blanes                        | 2006-2007 |
|      | DEF  | Argentina         | Joaquín Medinilla-Cabotti 'Pipa'    | UE Caprabo Europa B              | 2006-2007 |
|      | DEF  | Catalunya         | Julio Alberto Sánchez Puerto        | CE Premià (cedit)                | 2006-2007 |
|      | DEF  | Catalunya         | Raúl Marín 'Txiqui'                 | CE L'Hospitalet juvenil          | 2006-2007 |
|      | DEF  | Catalunya         | Pedro Moyano Vidueira               | UE Poble Sec                     | 2006-2007 |
|      | DEF  | Catalunya         | Èric Martínez Ibáñez                | FE Figueres                      | 2006-2007 |
|      | DEF  | Catalunya         | Aimar Moratalla Botifoll            | Girona FC juvenil (fi de cessió) | 2006-2007 |
|      | DEF  | Argentina         | Javier Iván Alegre Pérez            | CA Rosario Central               | 2006-2007 |
|      | DEF  | Catalunya         | Marc Fortuny Muñoz                  | juvenil                          | 2005-2006 |
|      | DEF  | Catalunya         | Carlos Almirante Cupido             |                                  | 2006-2007 |
|      | DEF  | Catalunya         | David Gómez Gómez 'Chino'           | UE Rubí                          | 2006-2007 |
|      | DEF  | Catalunya         | Carlos Romo Melguizo                | CE Sant Celoni                   | 2006-2007 |
|      | MIG  | Catalunya         | Alejandro Pérez Quesada             | FC Cardedeu                      | 2006-2007 |
|      | MIG  | Catalunya         | Arturo Lupiáñez Fernández           | UE Canovelles                    | 2006-2007 |
|      | MIG  | Catalunya         | Aniceto Zorzano Sánchez             | UE Canovelles                    | 2006-2007 |
|      | MIG  | Catalunya         | Gerard Alcántara Martorell          | juvenil                          | 2006-2007 |
|      | MIG  | Catalunya         | Augusto Campos Parrilla 'Agus'      | UE Cerdanyola de Mataró          | 2006-2007 |
|      | MIG  | Catalunya         | Noel Rodó Alonso                    | SD Formentera                    | 2006-2007 |
|      | MIG  | Catalunya         | Víctor Ruiz Palacios                | CE Premià                        | 2006-2007 |
|      | MIG  | Guinea Equatorial | Silvestre Mesaka Bote               |                                  | 2006-2007 |
|      | MIG  | Catalunya         | Jordi Isern Roca                    | CE Mataró juvenil                | 2006-2007 |
|      | MIG  | Catalunya         | Cristian Hernández Montes           | UE Figueres (cedit)              | 2006-2007 |
|      | MIG  | Catalunya         | Xavier Costa Travé                  | AE Guíxols                       | 2006-2007 |
|      | MIG  | Catalunya         | Dídac Moreno Balagueró              | juvenil                          | 2006-2007 |
|      | DAV  | Catalunya         | Francisco Manuel Carrasco López     | juvenil                          | 2005-2006 |
|      | DAV  | Catalunya         | Francisco Sánchez Bohórquez 'Siscu' | UE Rubí                          | 2006-2007 |
|      | DAV  | Catalunya         | Alejandro Alarcón Márquez           | CF Vilanova                      | 2006-2007 |
|      | DAV  | Catalunya         | Ricard Fargas Roger 'Ricky'         | UE Vilassar de Mar               | 2006-2007 |
|      | DAV  | Argentina         | Raúl Agustín Pretel Silva 'Coco'    | Atlético Mancha Real             | 2006-2007 |
|      | DAV  | Catalunya         | Óscar Pacheco Molero                | UE Castelldefels                 | 2006-2007 |
|      | DAV  | Catalunya         | Miquel Corominas Sauras 'Miki'      | UE Castelldefels                 | 2006-2007 |
|      | DAV  | Argentina         | Marcelo Sebastián Villegas          | Argentinos Juniors               | 2006-2007 |
|      | DAV  | Catalunya         | Mario López Soler                   | CF Mollet UE                     | 2006-2007 |
|      | DAV  | Catalunya         | Roger Matamala Font                 | CF Damm                          | 2006-2007 |

Altres jugadors utilitzats a la pre-temporada: Marc Aquilué Lacruz (CE Premià), Daniel Ortega Román (CE Premià), David Bricio Moreno (CE Vilassar de Dalt), David Parra Toledano, Marc Fradera Donnay, Miguel (juvenil), Toledo, Ángel. 

Llegenda:  ·   Capità  ·   Juvenil  ·   Lesionat  ·   Altes  ·   Passaport europeu  ·   Extracomunitari  ·   Extracomunitari sense restricció
| Baixes 2005-2006                | Destinació                    |
| Iñaki Caña Pavón                | UE Castelldefels              |
| Borja Lizarte Núñez             | CE Mataró                     |
| Rafael Bellés Barreda           | AE Prat                       |
| Albert Cervantes Ollé           | AE Prat                       |
| Roger Bellavista Fortuny        | AEC Manlleu                   |
| Fabià Millán Coll               | AEC Manlleu                   |
| Ramon Suárez Ibáñez             | CE Sabadell FC                |
| Esteban Castaño Jiménez         | FC Vilafranca                 |
| Víctor Colomé Martínez 'Colo'   | UE Cornellà                   |
| Rubén Salvador McCafferty Myles | CE Premià                     |
| Albert Vivó Martí               | UE Figueres                   |
| Abraham Minero Fernández        | UE Figueres → CF Peralada     |
| David Gozálvez Echarri          | CF Gavà                       |
| Joan Enric Tarruella Pomés      | CE Sant Celoni                |
| Manuel García Ferrer 'Manolo'   | UE Cornellà → CE Sant Celoni  |
| Sergio Urbano López             | FC Barcelona C (fi de cessió) |
| Sergio Ariza Ruiz               | UE Cornellà                   |
| Alexandre Ortiz Jiménez         | FC Vilafranca                 |
| Raúl Hernández Rubio            | CF Amposta                    |
| Elvis Coca Rocha                | CD Calahorra                  |

| Baixes 2006-2007                 | Destinació                        |
| Pedro Moyano Vidueira            | CE L'Hospitalet B                 |
| Alejandro Alarcón Márquez        | CE Sant Celoni                    |
| Aniceto Zorzano Sánchez          | UE Canovelles                     |
| Julio Alberto Sánchez Puerto     | CE Premià (fi de cessió)          |
| Raúl Agustín Pretel Silva 'Coco' | CE Júpiter (2007-2008)            |
| Miquel Corominas Sauras 'Miki'   | UE Rubí                           |
| Alfredo Ostariz García           | FC Martinenc                      |
| Joaquín Medinilla-Cabotti 'Pipa' | CF Vilanova                       |
| Alberto Cabral 'Fredi'           |                                   |
| Raúl Marín 'Txiqui'              | lesionat                          |
| Arturo Lupiáñez Fernández        | Club Bellavista Milan (2007-2008) |
| Silvestre Mesaka Bote            | Renacimiento FC (2007-2008)       |
| Roberto Daniel Rosa Correa       | Club Bellavista Milan (2007-2008) |
| Óscar Pacheco Molero             | CA Roda de Barà                   |

| Jornades | 01 | 02 | 03 | 04 | 05 | 06 | 07 | 08 | 09 | 10 | 11 | 12 | 13 | 14 | 15 | 16 | 17 | 18 | 19 | 20 | 21 | 22 | 23 | 24 | 25 | 26 | 27 | 28 | 29 | 30 | 31 | 32 | 33 | 34 | 35 | 36 | 37 | 38 | Sumatoris       | PJ              | GM | GE | TG  | TV |
| --- | --- | --- | --- | --- | --- | --- | --- | --- | --- | --- | --- | --- | --- | --- | --- | --- | --- | --- | --- | --- | --- | --- | --- | --- | --- | --- | --- | --- | --- | --- | --- | --- | --- | --- | --- | --- | --- | --- | --------------- | --------------- | -- | -- | --- | -- |
| Álex Pérez | S | E | | T | E | T | T | T | T | T | T | T | T | T | T | S | T | T | T | T | T | T | T | T | T | T | T | S | T | T | T | T | T | T | T | S | T | T | Álex Pérez      | 37              | 8  |    | 8   |    |
| Fran | T | T | T | T | T | T | T | T | T | S | T | T | T | T | T | T | T | T | T | T | T | T | T | T | T | T | | | | T | T | T | T | T | T | T | T | T | Fran            | 35              | 3  |    | 13  | 1  |
| Alegre | T | T | T | S | T | T | T | T | T | T | T | T | E | T | T | T | S | | | | S | T | T | T | T | T | T | T | T | T | T | T | T | S | T | T | T | S | Alegre          | 35              |    |    | 12  | 1  |
| Siscu | T | T | T | T | T | T | E | T | | S | T | S | S | | | | | | | E | E | S | T | S | S | T | S | T | T | S | E | E | E | T | T | S | T | | Siscu           | 30              | 2  |    | 9   |    |
| Ricky | E | T | T | E | T | T | T | T | S | T | T | T | T | T | T | | | E | T | T | T | T | | | | | T | T | S | T | T | | | | | T | T | T | Ricky           | 28              | 13 |    | 15  | 4  |
| Agus | T | T | S | T | S | T | E | T | S | S | S | E | T | T | S | S | T | S | T | E | | E | | | | | | | | | S | E | T | | S | | S | S | Agus            | 27              | 1  |    | 8   |    |
| Aimar | | | | | | | | | | T | S | T | T | T | T | T | T | T | T | T | | T | T | T | T | S | T | T | T | T | T | T | T | T | T | T | | | Aimar           | 26              | 1  |    | 7   | 3  |
| Arturo | S | T | T | T | T | S | T | S | T | | E | | | E | S | T | T | T | T | | | | S | T | S | E | E | | | | | | | | | | | | Arturo          | 21              | 3  |    | 6   |    |
| Fortuny | | | | | | | | | | E | | S | | | E | E | | E | S | | E | | | | | E | E | E | T | T | S | T | S | S | | E | S | | Fortuny         | 18              | 1  |    | 3   |    |
| Víctor | | | | | | | | | | | | | | | | | | | | | | T | T | T | T | S | T | S | T | T | T | T | T | T | S | E | E | T | Víctor          | 17              | 3  |    | 4   |    |
| Roberto Rosa | | T | T | T | S | | | | | | | | T | S | T | T | T | T | T | T | T | T | T | T | T | | | | | | | | | | | | | | Roberto Rosa    | 17              | 1  |    | 6   |    |
| Èric | | E | | E | E | | T | T | T | T | T | T | T | T | | | | | | | | | | | | | | | | | | | | T | T | T | T | T | Èric            | 16              | 1  |    | 2   |    |
| Coco | E | | E | | E | E | S | E | E | E | E | E | E | E | E | T | T | | E | | | | | | | | | | | | | | | | | | | | Coco            | 16              |    |    | 3   | 1  |
| Gerard | | | | | | | | | E | | | | | | | E | | | | | | E | T | S | T | S | E | T | S | | | | E | | S | E | E | E | Gerard          | 15              | 1  |    |     |    |
| Noel | | | | | | | | | | | | | | | | | | E | E | T | T | S | E | S | S | | | | | | | S | S | E | E | S | E | E | Noel            | 15              |    |    | 5   |    |
| Cris | | | | | | | | | | | | | | | | | | | | | | | | | E | T | T | T | T | T | T | T | T | T | T | T | S | S | Cris            | 14              |    |    | 6   | 1  |
| Aniceto | E | S | T | S | S | S | S | E | S | | | | | S | S | S | S | S | | | | | | | | | | | | | | | | | | | | | Aniceto         | 14              |    |    | 2   |    |
| Julio Alberto | T | S | S | T | T | T | T | | T | T | T | | | E | E | | | T | | | | | | | | | | | | | | | | | | | | | Julio Alberto   | 13              |    |    | 4   |    |
| Pipa | T | S | T | S | T | S | | S | | T | T | T | | | | | E | | | S | | E | | | | | | | | | | | | | | | | | Pipa            | 13              |    |    | 7   |    |
| Alfredo | T | T | T | T | T | T | T | T | T | T | T | | | | | | | | | T | | T | | | | | | | | | | | | | | | | | Alfredo         | 13              |    | 19 | 4   |    |
| Txiqui | | | | | | E | T | E | T | | | | | | T | T | T | T | T | E | T | | | | | | | | | | | | | | | | | | Txiqui          | 11              | 1  |    | 4   | 1  |
| Dani Cuevas | | | | | | | | | | | | | | | | | | | | | | | | | | | T | T | T | T | T | T | | T | T | | T | T | Dani Cuevas     | 10              |    | 15 |     |    |
| Marcelo | | | | | | | | | | | | | | | | | | | | | | | | E | E | | T | | E | E | | S | S | E | E | | | E | Marcelo         | 10              |    |    | 2   | 1  |
| Pacheco | | | | | | | | | | | | E | T | S | | | E | | | T | T | | | | | | | | | S | E | S | | | | | | | Pacheco         | 9               | 2  |    | 6   | 2  |
| Almirante | | | | | | | | | | E | | S | S | | | | | | | S | S | | | | | T | | T | S | | | | | | | | | | Almirante       | 8               |    |    | 4   |    |
| Fredi | | | | | | | | | | | | T | T | T | T | T | T | T | T | | | | | | | | | | | | | | | | | | | | Fredi           | 8               |    | 16 | 2   |    |
| Dayan | | | | | | | | | | | | | | | | | | | | | T | | T | T | T | T | | | | | | | T | | | T | | | Dayan           | 7               |    | 13 | 1   |    |
| Mario | | | | | | | | | | | | | | | | | | | | | | | | | | | S | E | E | E | | | | T | | | | T | Mario           | 6               | 1  |    |     |    |
| Chino | | | | | | | | | | | | | | | | | | | | | | | | | E | T | S | T | E | | T | | | | | | | | Chino           | 6               |    |    | 1   |    |
| Alarcón | S | E | E | | | E | | | E | | | | | | | | | | | | | | | | | | | | | | | | | | | | | | Alarcón         | 5               | 1  |    |     |    |
| Silvestre | | | | | | | | | | | | | | | | | | | | | E | S | E | E | | E | | | | | | | | | | | | | Silvestre       | 5               |    |    | 1   |    |
| Miki | | | | | | | | | | | | | | | | | | S | S | S | S | | | | | | | | | | | | | | | | | | Miki            | 4               |    |    | 1   |    |
| Isern | | | | | | | | | | | | | | | | | | | | | | | S | E | | | | | | | | | E | | | | | | Isern           | 3               | 1  |    |     |    |
| Romo | | | | | | | | | | | | | | | | | | | | | | | | | | | | | | | | | | | | T | T | T | Romo            | 3               |    |    | 2   |    |
| Moyano | T | | | E | | | | S | | | | | | | | | | | | | | | | | | | | | | | | | | | | | | | Moyano          | 3               |    |    |     |    |
| Costa | | | | | | | | | | | | | | | | | | | | | | | | | | | | | | | | E | | | E | | | | Costa           | 2               |    |    | 1   |    |
| Dídac | | | | | | | | | | | | | | | | E | | | | | | | | | | | | | | | | | | | | | | | Dídac           | 1               |    |    |     |    |
| Matamala | | | | | | | | | | | | | | | | | | | | | | | | | | | | | | | | | | | | | | | Matamala        | -               |    |    |     |    |
| T:titular, S:surt, E:entra, ES:entra i surt, PJ:partits jugats, GM:gols marcats, GE:gols encaixats, TG:targetes grogues, TV:targetes vermelles \| groga \| groga + groga \| groga + vermella \| vermella \| sanció \| lesió \| baixa \| | T:titular, S:surt, E:entra, ES:entra i surt, PJ:partits jugats, GM:gols marcats, GE:gols encaixats, TG:targetes grogues, TV:targetes vermelles \| groga \| groga + groga \| groga + vermella \| vermella \| sanció \| lesió \| baixa \| | T:titular, S:surt, E:entra, ES:entra i surt, PJ:partits jugats, GM:gols marcats, GE:gols encaixats, TG:targetes grogues, TV:targetes vermelles \| groga \| groga + groga \| groga + vermella \| vermella \| sanció \| lesió \| baixa \| | T:titular, S:surt, E:entra, ES:entra i surt, PJ:partits jugats, GM:gols marcats, GE:gols encaixats, TG:targetes grogues, TV:targetes vermelles \| groga \| groga + groga \| groga + vermella \| vermella \| sanció \| lesió \| baixa \| | T:titular, S:surt, E:entra, ES:entra i surt, PJ:partits jugats, GM:gols marcats, GE:gols encaixats, TG:targetes grogues, TV:targetes vermelles \| groga \| groga + groga \| groga + vermella \| vermella \| sanció \| lesió \| baixa \| | T:titular, S:surt, E:entra, ES:entra i surt, PJ:partits jugats, GM:gols marcats, GE:gols encaixats, TG:targetes grogues, TV:targetes vermelles \| groga \| groga + groga \| groga + vermella \| vermella \| sanció \| lesió \| baixa \| | T:titular, S:surt, E:entra, ES:entra i surt, PJ:partits jugats, GM:gols marcats, GE:gols encaixats, TG:targetes grogues, TV:targetes vermelles \| groga \| groga + groga \| groga + vermella \| vermella \| sanció \| lesió \| baixa \| | T:titular, S:surt, E:entra, ES:entra i surt, PJ:partits jugats, GM:gols marcats, GE:gols encaixats, TG:targetes grogues, TV:targetes vermelles \| groga \| groga + groga \| groga + vermella \| vermella \| sanció \| lesió \| baixa \| | T:titular, S:surt, E:entra, ES:entra i surt, PJ:partits jugats, GM:gols marcats, GE:gols encaixats, TG:targetes grogues, TV:targetes vermelles \| groga \| groga + groga \| groga + vermella \| vermella \| sanció \| lesió \| baixa \| | T:titular, S:surt, E:entra, ES:entra i surt, PJ:partits jugats, GM:gols marcats, GE:gols encaixats, TG:targetes grogues, TV:targetes vermelles \| groga \| groga + groga \| groga + vermella \| vermella \| sanció \| lesió \| baixa \| | T:titular, S:surt, E:entra, ES:entra i surt, PJ:partits jugats, GM:gols marcats, GE:gols encaixats, TG:targetes grogues, TV:targetes vermelles \| groga \| groga + groga \| groga + vermella \| vermella \| sanció \| lesió \| baixa \| | T:titular, S:surt, E:entra, ES:entra i surt, PJ:partits jugats, GM:gols marcats, GE:gols encaixats, TG:targetes grogues, TV:targetes vermelles \| groga \| groga + groga \| groga + vermella \| vermella \| sanció \| lesió \| baixa \| | T:titular, S:surt, E:entra, ES:entra i surt, PJ:partits jugats, GM:gols marcats, GE:gols encaixats, TG:targetes grogues, TV:targetes vermelles \| groga \| groga + groga \| groga + vermella \| vermella \| sanció \| lesió \| baixa \| | T:titular, S:surt, E:entra, ES:entra i surt, PJ:partits jugats, GM:gols marcats, GE:gols encaixats, TG:targetes grogues, TV:targetes vermelles \| groga \| groga + groga \| groga + vermella \| vermella \| sanció \| lesió \| baixa \| | T:titular, S:surt, E:entra, ES:entra i surt, PJ:partits jugats, GM:gols marcats, GE:gols encaixats, TG:targetes grogues, TV:targetes vermelles \| groga \| groga + groga \| groga + vermella \| vermella \| sanció \| lesió \| baixa \| | T:titular, S:surt, E:entra, ES:entra i surt, PJ:partits jugats, GM:gols marcats, GE:gols encaixats, TG:targetes grogues, TV:targetes vermelles \| groga \| groga + groga \| groga + vermella \| vermella \| sanció \| lesió \| baixa \| | T:titular, S:surt, E:entra, ES:entra i surt, PJ:partits jugats, GM:gols marcats, GE:gols encaixats, TG:targetes grogues, TV:targetes vermelles \| groga \| groga + groga \| groga + vermella \| vermella \| sanció \| lesió \| baixa \| | T:titular, S:surt, E:entra, ES:entra i surt, PJ:partits jugats, GM:gols marcats, GE:gols encaixats, TG:targetes grogues, TV:targetes vermelles \| groga \| groga + groga \| groga + vermella \| vermella \| sanció \| lesió \| baixa \| | T:titular, S:surt, E:entra, ES:entra i surt, PJ:partits jugats, GM:gols marcats, GE:gols encaixats, TG:targetes grogues, TV:targetes vermelles \| groga \| groga + groga \| groga + vermella \| vermella \| sanció \| lesió \| baixa \| | T:titular, S:surt, E:entra, ES:entra i surt, PJ:partits jugats, GM:gols marcats, GE:gols encaixats, TG:targetes grogues, TV:targetes vermelles \| groga \| groga + groga \| groga + vermella \| vermella \| sanció \| lesió \| baixa \| | T:titular, S:surt, E:entra, ES:entra i surt, PJ:partits jugats, GM:gols marcats, GE:gols encaixats, TG:targetes grogues, TV:targetes vermelles \| groga \| groga + groga \| groga + vermella \| vermella \| sanció \| lesió \| baixa \| | T:titular, S:surt, E:entra, ES:entra i surt, PJ:partits jugats, GM:gols marcats, GE:gols encaixats, TG:targetes grogues, TV:targetes vermelles \| groga \| groga + groga \| groga + vermella \| vermella \| sanció \| lesió \| baixa \| | T:titular, S:surt, E:entra, ES:entra i surt, PJ:partits jugats, GM:gols marcats, GE:gols encaixats, TG:targetes grogues, TV:targetes vermelles \| groga \| groga + groga \| groga + vermella \| vermella \| sanció \| lesió \| baixa \| | T:titular, S:surt, E:entra, ES:entra i surt, PJ:partits jugats, GM:gols marcats, GE:gols encaixats, TG:targetes grogues, TV:targetes vermelles \| groga \| groga + groga \| groga + vermella \| vermella \| sanció \| lesió \| baixa \| | T:titular, S:surt, E:entra, ES:entra i surt, PJ:partits jugats, GM:gols marcats, GE:gols encaixats, TG:targetes grogues, TV:targetes vermelles \| groga \| groga + groga \| groga + vermella \| vermella \| sanció \| lesió \| baixa \| | T:titular, S:surt, E:entra, ES:entra i surt, PJ:partits jugats, GM:gols marcats, GE:gols encaixats, TG:targetes grogues, TV:targetes vermelles \| groga \| groga + groga \| groga + vermella \| vermella \| sanció \| lesió \| baixa \| | T:titular, S:surt, E:entra, ES:entra i surt, PJ:partits jugats, GM:gols marcats, GE:gols encaixats, TG:targetes grogues, TV:targetes vermelles \| groga \| groga + groga \| groga + vermella \| vermella \| sanció \| lesió \| baixa \| | T:titular, S:surt, E:entra, ES:entra i surt, PJ:partits jugats, GM:gols marcats, GE:gols encaixats, TG:targetes grogues, TV:targetes vermelles \| groga \| groga + groga \| groga + vermella \| vermella \| sanció \| lesió \| baixa \| | T:titular, S:surt, E:entra, ES:entra i surt, PJ:partits jugats, GM:gols marcats, GE:gols encaixats, TG:targetes grogues, TV:targetes vermelles \| groga \| groga + groga \| groga + vermella \| vermella \| sanció \| lesió \| baixa \| | T:titular, S:surt, E:entra, ES:entra i surt, PJ:partits jugats, GM:gols marcats, GE:gols encaixats, TG:targetes grogues, TV:targetes vermelles \| groga \| groga + groga \| groga + vermella \| vermella \| sanció \| lesió \| baixa \| | T:titular, S:surt, E:entra, ES:entra i surt, PJ:partits jugats, GM:gols marcats, GE:gols encaixats, TG:targetes grogues, TV:targetes vermelles \| groga \| groga + groga \| groga + vermella \| vermella \| sanció \| lesió \| baixa \| | T:titular, S:surt, E:entra, ES:entra i surt, PJ:partits jugats, GM:gols marcats, GE:gols encaixats, TG:targetes grogues, TV:targetes vermelles \| groga \| groga + groga \| groga + vermella \| vermella \| sanció \| lesió \| baixa \| | T:titular, S:surt, E:entra, ES:entra i surt, PJ:partits jugats, GM:gols marcats, GE:gols encaixats, TG:targetes grogues, TV:targetes vermelles \| groga \| groga + groga \| groga + vermella \| vermella \| sanció \| lesió \| baixa \| | T:titular, S:surt, E:entra, ES:entra i surt, PJ:partits jugats, GM:gols marcats, GE:gols encaixats, TG:targetes grogues, TV:targetes vermelles \| groga \| groga + groga \| groga + vermella \| vermella \| sanció \| lesió \| baixa \| | T:titular, S:surt, E:entra, ES:entra i surt, PJ:partits jugats, GM:gols marcats, GE:gols encaixats, TG:targetes grogues, TV:targetes vermelles \| groga \| groga + groga \| groga + vermella \| vermella \| sanció \| lesió \| baixa \| | T:titular, S:surt, E:entra, ES:entra i surt, PJ:partits jugats, GM:gols marcats, GE:gols encaixats, TG:targetes grogues, TV:targetes vermelles \| groga \| groga + groga \| groga + vermella \| vermella \| sanció \| lesió \| baixa \| | T:titular, S:surt, E:entra, ES:entra i surt, PJ:partits jugats, GM:gols marcats, GE:gols encaixats, TG:targetes grogues, TV:targetes vermelles \| groga \| groga + groga \| groga + vermella \| vermella \| sanció \| lesió \| baixa \| | T:titular, S:surt, E:entra, ES:entra i surt, PJ:partits jugats, GM:gols marcats, GE:gols encaixats, TG:targetes grogues, TV:targetes vermelles \| groga \| groga + groga \| groga + vermella \| vermella \| sanció \| lesió \| baixa \| | T:titular, S:surt, E:entra, ES:entra i surt, PJ:partits jugats, GM:gols marcats, GE:gols encaixats, TG:targetes grogues, TV:targetes vermelles \| groga \| groga + groga \| groga + vermella \| vermella \| sanció \| lesió \| baixa \| | En pròpia porta | En pròpia porta |    |    |     |    |
| T:titular, S:surt, E:entra, ES:entra i surt, PJ:partits jugats, GM:gols marcats, GE:gols encaixats, TG:targetes grogues, TV:targetes vermelles \| groga \| groga + groga \| groga + vermella \| vermella \| sanció \| lesió \| baixa \| | T:titular, S:surt, E:entra, ES:entra i surt, PJ:partits jugats, GM:gols marcats, GE:gols encaixats, TG:targetes grogues, TV:targetes vermelles \| groga \| groga + groga \| groga + vermella \| vermella \| sanció \| lesió \| baixa \| | T:titular, S:surt, E:entra, ES:entra i surt, PJ:partits jugats, GM:gols marcats, GE:gols encaixats, TG:targetes grogues, TV:targetes vermelles \| groga \| groga + groga \| groga + vermella \| vermella \| sanció \| lesió \| baixa \| | T:titular, S:surt, E:entra, ES:entra i surt, PJ:partits jugats, GM:gols marcats, GE:gols encaixats, TG:targetes grogues, TV:targetes vermelles \| groga \| groga + groga \| groga + vermella \| vermella \| sanció \| lesió \| baixa \| | T:titular, S:surt, E:entra, ES:entra i surt, PJ:partits jugats, GM:gols marcats, GE:gols encaixats, TG:targetes grogues, TV:targetes vermelles \| groga \| groga + groga \| groga + vermella \| vermella \| sanció \| lesió \| baixa \| | T:titular, S:surt, E:entra, ES:entra i surt, PJ:partits jugats, GM:gols marcats, GE:gols encaixats, TG:targetes grogues, TV:targetes vermelles \| groga \| groga + groga \| groga + vermella \| vermella \| sanció \| lesió \| baixa \| | T:titular, S:surt, E:entra, ES:entra i surt, PJ:partits jugats, GM:gols marcats, GE:gols encaixats, TG:targetes grogues, TV:targetes vermelles \| groga \| groga + groga \| groga + vermella \| vermella \| sanció \| lesió \| baixa \| | T:titular, S:surt, E:entra, ES:entra i surt, PJ:partits jugats, GM:gols marcats, GE:gols encaixats, TG:targetes grogues, TV:targetes vermelles \| groga \| groga + groga \| groga + vermella \| vermella \| sanció \| lesió \| baixa \| | T:titular, S:surt, E:entra, ES:entra i surt, PJ:partits jugats, GM:gols marcats, GE:gols encaixats, TG:targetes grogues, TV:targetes vermelles \| groga \| groga + groga \| groga + vermella \| vermella \| sanció \| lesió \| baixa \| | T:titular, S:surt, E:entra, ES:entra i surt, PJ:partits jugats, GM:gols marcats, GE:gols encaixats, TG:targetes grogues, TV:targetes vermelles \| groga \| groga + groga \| groga + vermella \| vermella \| sanció \| lesió \| baixa \| | T:titular, S:surt, E:entra, ES:entra i surt, PJ:partits jugats, GM:gols marcats, GE:gols encaixats, TG:targetes grogues, TV:targetes vermelles \| groga \| groga + groga \| groga + vermella \| vermella \| sanció \| lesió \| baixa \| | T:titular, S:surt, E:entra, ES:entra i surt, PJ:partits jugats, GM:gols marcats, GE:gols encaixats, TG:targetes grogues, TV:targetes vermelles \| groga \| groga + groga \| groga + vermella \| vermella \| sanció \| lesió \| baixa \| | T:titular, S:surt, E:entra, ES:entra i surt, PJ:partits jugats, GM:gols marcats, GE:gols encaixats, TG:targetes grogues, TV:targetes vermelles \| groga \| groga + groga \| groga + vermella \| vermella \| sanció \| lesió \| baixa \| | T:titular, S:surt, E:entra, ES:entra i surt, PJ:partits jugats, GM:gols marcats, GE:gols encaixats, TG:targetes grogues, TV:targetes vermelles \| groga \| groga + groga \| groga + vermella \| vermella \| sanció \| lesió \| baixa \| | T:titular, S:surt, E:entra, ES:entra i surt, PJ:partits jugats, GM:gols marcats, GE:gols encaixats, TG:targetes grogues, TV:targetes vermelles \| groga \| groga + groga \| groga + vermella \| vermella \| sanció \| lesió \| baixa \| | T:titular, S:surt, E:entra, ES:entra i surt, PJ:partits jugats, GM:gols marcats, GE:gols encaixats, TG:targetes grogues, TV:targetes vermelles \| groga \| groga + groga \| groga + vermella \| vermella \| sanció \| lesió \| baixa \| | T:titular, S:surt, E:entra, ES:entra i surt, PJ:partits jugats, GM:gols marcats, GE:gols encaixats, TG:targetes grogues, TV:targetes vermelles \| groga \| groga + groga \| groga + vermella \| vermella \| sanció \| lesió \| baixa \| | T:titular, S:surt, E:entra, ES:entra i surt, PJ:partits jugats, GM:gols marcats, GE:gols encaixats, TG:targetes grogues, TV:targetes vermelles \| groga \| groga + groga \| groga + vermella \| vermella \| sanció \| lesió \| baixa \| | T:titular, S:surt, E:entra, ES:entra i surt, PJ:partits jugats, GM:gols marcats, GE:gols encaixats, TG:targetes grogues, TV:targetes vermelles \| groga \| groga + groga \| groga + vermella \| vermella \| sanció \| lesió \| baixa \| | T:titular, S:surt, E:entra, ES:entra i surt, PJ:partits jugats, GM:gols marcats, GE:gols encaixats, TG:targetes grogues, TV:targetes vermelles \| groga \| groga + groga \| groga + vermella \| vermella \| sanció \| lesió \| baixa \| | T:titular, S:surt, E:entra, ES:entra i surt, PJ:partits jugats, GM:gols marcats, GE:gols encaixats, TG:targetes grogues, TV:targetes vermelles \| groga \| groga + groga \| groga + vermella \| vermella \| sanció \| lesió \| baixa \| | T:titular, S:surt, E:entra, ES:entra i surt, PJ:partits jugats, GM:gols marcats, GE:gols encaixats, TG:targetes grogues, TV:targetes vermelles \| groga \| groga + groga \| groga + vermella \| vermella \| sanció \| lesió \| baixa \| | T:titular, S:surt, E:entra, ES:entra i surt, PJ:partits jugats, GM:gols marcats, GE:gols encaixats, TG:targetes grogues, TV:targetes vermelles \| groga \| groga + groga \| groga + vermella \| vermella \| sanció \| lesió \| baixa \| | T:titular, S:surt, E:entra, ES:entra i surt, PJ:partits jugats, GM:gols marcats, GE:gols encaixats, TG:targetes grogues, TV:targetes vermelles \| groga \| groga + groga \| groga + vermella \| vermella \| sanció \| lesió \| baixa \| | T:titular, S:surt, E:entra, ES:entra i surt, PJ:partits jugats, GM:gols marcats, GE:gols encaixats, TG:targetes grogues, TV:targetes vermelles \| groga \| groga + groga \| groga + vermella \| vermella \| sanció \| lesió \| baixa \| | T:titular, S:surt, E:entra, ES:entra i surt, PJ:partits jugats, GM:gols marcats, GE:gols encaixats, TG:targetes grogues, TV:targetes vermelles \| groga \| groga + groga \| groga + vermella \| vermella \| sanció \| lesió \| baixa \| | T:titular, S:surt, E:entra, ES:entra i surt, PJ:partits jugats, GM:gols marcats, GE:gols encaixats, TG:targetes grogues, TV:targetes vermelles \| groga \| groga + groga \| groga + vermella \| vermella \| sanció \| lesió \| baixa \| | T:titular, S:surt, E:entra, ES:entra i surt, PJ:partits jugats, GM:gols marcats, GE:gols encaixats, TG:targetes grogues, TV:targetes vermelles \| groga \| groga + groga \| groga + vermella \| vermella \| sanció \| lesió \| baixa \| | T:titular, S:surt, E:entra, ES:entra i surt, PJ:partits jugats, GM:gols marcats, GE:gols encaixats, TG:targetes grogues, TV:targetes vermelles \| groga \| groga + groga \| groga + vermella \| vermella \| sanció \| lesió \| baixa \| | T:titular, S:surt, E:entra, ES:entra i surt, PJ:partits jugats, GM:gols marcats, GE:gols encaixats, TG:targetes grogues, TV:targetes vermelles \| groga \| groga + groga \| groga + vermella \| vermella \| sanció \| lesió \| baixa \| | T:titular, S:surt, E:entra, ES:entra i surt, PJ:partits jugats, GM:gols marcats, GE:gols encaixats, TG:targetes grogues, TV:targetes vermelles \| groga \| groga + groga \| groga + vermella \| vermella \| sanció \| lesió \| baixa \| | T:titular, S:surt, E:entra, ES:entra i surt, PJ:partits jugats, GM:gols marcats, GE:gols encaixats, TG:targetes grogues, TV:targetes vermelles \| groga \| groga + groga \| groga + vermella \| vermella \| sanció \| lesió \| baixa \| | T:titular, S:surt, E:entra, ES:entra i surt, PJ:partits jugats, GM:gols marcats, GE:gols encaixats, TG:targetes grogues, TV:targetes vermelles \| groga \| groga + groga \| groga + vermella \| vermella \| sanció \| lesió \| baixa \| | T:titular, S:surt, E:entra, ES:entra i surt, PJ:partits jugats, GM:gols marcats, GE:gols encaixats, TG:targetes grogues, TV:targetes vermelles \| groga \| groga + groga \| groga + vermella \| vermella \| sanció \| lesió \| baixa \| | T:titular, S:surt, E:entra, ES:entra i surt, PJ:partits jugats, GM:gols marcats, GE:gols encaixats, TG:targetes grogues, TV:targetes vermelles \| groga \| groga + groga \| groga + vermella \| vermella \| sanció \| lesió \| baixa \| | T:titular, S:surt, E:entra, ES:entra i surt, PJ:partits jugats, GM:gols marcats, GE:gols encaixats, TG:targetes grogues, TV:targetes vermelles \| groga \| groga + groga \| groga + vermella \| vermella \| sanció \| lesió \| baixa \| | T:titular, S:surt, E:entra, ES:entra i surt, PJ:partits jugats, GM:gols marcats, GE:gols encaixats, TG:targetes grogues, TV:targetes vermelles \| groga \| groga + groga \| groga + vermella \| vermella \| sanció \| lesió \| baixa \| | T:titular, S:surt, E:entra, ES:entra i surt, PJ:partits jugats, GM:gols marcats, GE:gols encaixats, TG:targetes grogues, TV:targetes vermelles \| groga \| groga + groga \| groga + vermella \| vermella \| sanció \| lesió \| baixa \| | T:titular, S:surt, E:entra, ES:entra i surt, PJ:partits jugats, GM:gols marcats, GE:gols encaixats, TG:targetes grogues, TV:targetes vermelles \| groga \| groga + groga \| groga + vermella \| vermella \| sanció \| lesió \| baixa \| | Per sanció      |                 |    |    |     |    |
| T:titular, S:surt, E:entra, ES:entra i surt, PJ:partits jugats, GM:gols marcats, GE:gols encaixats, TG:targetes grogues, TV:targetes vermelles \| groga \| groga + groga \| groga + vermella \| vermella \| sanció \| lesió \| baixa \| | T:titular, S:surt, E:entra, ES:entra i surt, PJ:partits jugats, GM:gols marcats, GE:gols encaixats, TG:targetes grogues, TV:targetes vermelles \| groga \| groga + groga \| groga + vermella \| vermella \| sanció \| lesió \| baixa \| | T:titular, S:surt, E:entra, ES:entra i surt, PJ:partits jugats, GM:gols marcats, GE:gols encaixats, TG:targetes grogues, TV:targetes vermelles \| groga \| groga + groga \| groga + vermella \| vermella \| sanció \| lesió \| baixa \| | T:titular, S:surt, E:entra, ES:entra i surt, PJ:partits jugats, GM:gols marcats, GE:gols encaixats, TG:targetes grogues, TV:targetes vermelles \| groga \| groga + groga \| groga + vermella \| vermella \| sanció \| lesió \| baixa \| | T:titular, S:surt, E:entra, ES:entra i surt, PJ:partits jugats, GM:gols marcats, GE:gols encaixats, TG:targetes grogues, TV:targetes vermelles \| groga \| groga + groga \| groga + vermella \| vermella \| sanció \| lesió \| baixa \| | T:titular, S:surt, E:entra, ES:entra i surt, PJ:partits jugats, GM:gols marcats, GE:gols encaixats, TG:targetes grogues, TV:targetes vermelles \| groga \| groga + groga \| groga + vermella \| vermella \| sanció \| lesió \| baixa \| | T:titular, S:surt, E:entra, ES:entra i surt, PJ:partits jugats, GM:gols marcats, GE:gols encaixats, TG:targetes grogues, TV:targetes vermelles \| groga \| groga + groga \| groga + vermella \| vermella \| sanció \| lesió \| baixa \| | T:titular, S:surt, E:entra, ES:entra i surt, PJ:partits jugats, GM:gols marcats, GE:gols encaixats, TG:targetes grogues, TV:targetes vermelles \| groga \| groga + groga \| groga + vermella \| vermella \| sanció \| lesió \| baixa \| | T:titular, S:surt, E:entra, ES:entra i surt, PJ:partits jugats, GM:gols marcats, GE:gols encaixats, TG:targetes grogues, TV:targetes vermelles \| groga \| groga + groga \| groga + vermella \| vermella \| sanció \| lesió \| baixa \| | T:titular, S:surt, E:entra, ES:entra i surt, PJ:partits jugats, GM:gols marcats, GE:gols encaixats, TG:targetes grogues, TV:targetes vermelles \| groga \| groga + groga \| groga + vermella \| vermella \| sanció \| lesió \| baixa \| | T:titular, S:surt, E:entra, ES:entra i surt, PJ:partits jugats, GM:gols marcats, GE:gols encaixats, TG:targetes grogues, TV:targetes vermelles \| groga \| groga + groga \| groga + vermella \| vermella \| sanció \| lesió \| baixa \| | T:titular, S:surt, E:entra, ES:entra i surt, PJ:partits jugats, GM:gols marcats, GE:gols encaixats, TG:targetes grogues, TV:targetes vermelles \| groga \| groga + groga \| groga + vermella \| vermella \| sanció \| lesió \| baixa \| | T:titular, S:surt, E:entra, ES:entra i surt, PJ:partits jugats, GM:gols marcats, GE:gols encaixats, TG:targetes grogues, TV:targetes vermelles \| groga \| groga + groga \| groga + vermella \| vermella \| sanció \| lesió \| baixa \| | T:titular, S:surt, E:entra, ES:entra i surt, PJ:partits jugats, GM:gols marcats, GE:gols encaixats, TG:targetes grogues, TV:targetes vermelles \| groga \| groga + groga \| groga + vermella \| vermella \| sanció \| lesió \| baixa \| | T:titular, S:surt, E:entra, ES:entra i surt, PJ:partits jugats, GM:gols marcats, GE:gols encaixats, TG:targetes grogues, TV:targetes vermelles \| groga \| groga + groga \| groga + vermella \| vermella \| sanció \| lesió \| baixa \| | T:titular, S:surt, E:entra, ES:entra i surt, PJ:partits jugats, GM:gols marcats, GE:gols encaixats, TG:targetes grogues, TV:targetes vermelles \| groga \| groga + groga \| groga + vermella \| vermella \| sanció \| lesió \| baixa \| | T:titular, S:surt, E:entra, ES:entra i surt, PJ:partits jugats, GM:gols marcats, GE:gols encaixats, TG:targetes grogues, TV:targetes vermelles \| groga \| groga + groga \| groga + vermella \| vermella \| sanció \| lesió \| baixa \| | T:titular, S:surt, E:entra, ES:entra i surt, PJ:partits jugats, GM:gols marcats, GE:gols encaixats, TG:targetes grogues, TV:targetes vermelles \| groga \| groga + groga \| groga + vermella \| vermella \| sanció \| lesió \| baixa \| | T:titular, S:surt, E:entra, ES:entra i surt, PJ:partits jugats, GM:gols marcats, GE:gols encaixats, TG:targetes grogues, TV:targetes vermelles \| groga \| groga + groga \| groga + vermella \| vermella \| sanció \| lesió \| baixa \| | T:titular, S:surt, E:entra, ES:entra i surt, PJ:partits jugats, GM:gols marcats, GE:gols encaixats, TG:targetes grogues, TV:targetes vermelles \| groga \| groga + groga \| groga + vermella \| vermella \| sanció \| lesió \| baixa \| | T:titular, S:surt, E:entra, ES:entra i surt, PJ:partits jugats, GM:gols marcats, GE:gols encaixats, TG:targetes grogues, TV:targetes vermelles \| groga \| groga + groga \| groga + vermella \| vermella \| sanció \| lesió \| baixa \| | T:titular, S:surt, E:entra, ES:entra i surt, PJ:partits jugats, GM:gols marcats, GE:gols encaixats, TG:targetes grogues, TV:targetes vermelles \| groga \| groga + groga \| groga + vermella \| vermella \| sanció \| lesió \| baixa \| | T:titular, S:surt, E:entra, ES:entra i surt, PJ:partits jugats, GM:gols marcats, GE:gols encaixats, TG:targetes grogues, TV:targetes vermelles \| groga \| groga + groga \| groga + vermella \| vermella \| sanció \| lesió \| baixa \| | T:titular, S:surt, E:entra, ES:entra i surt, PJ:partits jugats, GM:gols marcats, GE:gols encaixats, TG:targetes grogues, TV:targetes vermelles \| groga \| groga + groga \| groga + vermella \| vermella \| sanció \| lesió \| baixa \| | T:titular, S:surt, E:entra, ES:entra i surt, PJ:partits jugats, GM:gols marcats, GE:gols encaixats, TG:targetes grogues, TV:targetes vermelles \| groga \| groga + groga \| groga + vermella \| vermella \| sanció \| lesió \| baixa \| | T:titular, S:surt, E:entra, ES:entra i surt, PJ:partits jugats, GM:gols marcats, GE:gols encaixats, TG:targetes grogues, TV:targetes vermelles \| groga \| groga + groga \| groga + vermella \| vermella \| sanció \| lesió \| baixa \| | T:titular, S:surt, E:entra, ES:entra i surt, PJ:partits jugats, GM:gols marcats, GE:gols encaixats, TG:targetes grogues, TV:targetes vermelles \| groga \| groga + groga \| groga + vermella \| vermella \| sanció \| lesió \| baixa \| | T:titular, S:surt, E:entra, ES:entra i surt, PJ:partits jugats, GM:gols marcats, GE:gols encaixats, TG:targetes grogues, TV:targetes vermelles \| groga \| groga + groga \| groga + vermella \| vermella \| sanció \| lesió \| baixa \| | T:titular, S:surt, E:entra, ES:entra i surt, PJ:partits jugats, GM:gols marcats, GE:gols encaixats, TG:targetes grogues, TV:targetes vermelles \| groga \| groga + groga \| groga + vermella \| vermella \| sanció \| lesió \| baixa \| | T:titular, S:surt, E:entra, ES:entra i surt, PJ:partits jugats, GM:gols marcats, GE:gols encaixats, TG:targetes grogues, TV:targetes vermelles \| groga \| groga + groga \| groga + vermella \| vermella \| sanció \| lesió \| baixa \| | T:titular, S:surt, E:entra, ES:entra i surt, PJ:partits jugats, GM:gols marcats, GE:gols encaixats, TG:targetes grogues, TV:targetes vermelles \| groga \| groga + groga \| groga + vermella \| vermella \| sanció \| lesió \| baixa \| | T:titular, S:surt, E:entra, ES:entra i surt, PJ:partits jugats, GM:gols marcats, GE:gols encaixats, TG:targetes grogues, TV:targetes vermelles \| groga \| groga + groga \| groga + vermella \| vermella \| sanció \| lesió \| baixa \| | T:titular, S:surt, E:entra, ES:entra i surt, PJ:partits jugats, GM:gols marcats, GE:gols encaixats, TG:targetes grogues, TV:targetes vermelles \| groga \| groga + groga \| groga + vermella \| vermella \| sanció \| lesió \| baixa \| | T:titular, S:surt, E:entra, ES:entra i surt, PJ:partits jugats, GM:gols marcats, GE:gols encaixats, TG:targetes grogues, TV:targetes vermelles \| groga \| groga + groga \| groga + vermella \| vermella \| sanció \| lesió \| baixa \| | T:titular, S:surt, E:entra, ES:entra i surt, PJ:partits jugats, GM:gols marcats, GE:gols encaixats, TG:targetes grogues, TV:targetes vermelles \| groga \| groga + groga \| groga + vermella \| vermella \| sanció \| lesió \| baixa \| | T:titular, S:surt, E:entra, ES:entra i surt, PJ:partits jugats, GM:gols marcats, GE:gols encaixats, TG:targetes grogues, TV:targetes vermelles \| groga \| groga + groga \| groga + vermella \| vermella \| sanció \| lesió \| baixa \| | T:titular, S:surt, E:entra, ES:entra i surt, PJ:partits jugats, GM:gols marcats, GE:gols encaixats, TG:targetes grogues, TV:targetes vermelles \| groga \| groga + groga \| groga + vermella \| vermella \| sanció \| lesió \| baixa \| | T:titular, S:surt, E:entra, ES:entra i surt, PJ:partits jugats, GM:gols marcats, GE:gols encaixats, TG:targetes grogues, TV:targetes vermelles \| groga \| groga + groga \| groga + vermella \| vermella \| sanció \| lesió \| baixa \| | T:titular, S:surt, E:entra, ES:entra i surt, PJ:partits jugats, GM:gols marcats, GE:gols encaixats, TG:targetes grogues, TV:targetes vermelles \| groga \| groga + groga \| groga + vermella \| vermella \| sanció \| lesió \| baixa \| | Totals          | Totals          | 44 | 63 | 149 | 15 |
| groga | groga + groga | groga + vermella | vermella | sanció | lesió | baixa | | | | | | | | | | | | | | | | | | | | | | | | | | | | | | | | |                 |                 |    |    |     |    |

## Resultats i classificacions
| Copa Catalunya |

| 4 juny 2006    | CF Parets | 1 – 0                 | EC Granollers                                                                       | Parets del Vallès                                                        |  |
| 18:00 1a ronda | Carreño 34' Oriol · Ferran, Xavi Font, Chinchilla, Busquets · Roger, Jordi, Quim, Berni · Juan Carlos, Agustín | Mundo Deportivo Sport | Gallardo Aimar, Julián, Navarro, Robert Gerard, Marcel Atalay, David, Matamala Aday | Josep Seguer i Sans · 150 espectadors · Pedro María Carrasco Rodríguez · |  |

| Amistosos |

| 29 juliol 2006 | EC Granollers | 2 – 3           | CE L'Hospitalet | Granollers                              |  |
| 20:30          | Alarcón 16' · Arturo 46' Fredi · Alegre, Almirante, Roberto Rosa, Pipa · Arturo, Julio Alberto, Álex Pérez · Coco, Alarcón, Siscu | Mundo Deportivo | 03' Quique Cárcel · 43' 75' Felipe Eduardo · Capi, Óscar, Andrés Borges, Casado · Quique Cárcel, Hernández, Rubén · Álex, Markuleta, Felipe | Carrer Girona · Jordi Pertegal Méndez · |  |

| 5 agost 2006 | EC Granollers                                                                                           | 1 – 0                 | CE Premià                                                                                           | Granollers                         |  |
| 20:30        | Arturo 53' Alfredo · Alegre, Moyano, Roberto Rosa, Txiqui · Coco, Aniceto, Arturo, Pipa · Bricio, Siscu | Mundo Deportivo Sport | Suriñach Maik, Pere Ansón, Melo, Rubén Salvador Charly, Guillem, Víctor, Èric Enric, Albert Serrano | Carrer Girona · Expósito Montero · |  |

| 6 agost 2006 | EC Granollers                                                                                           | 1 – 0           | FC Martinenc                                                                     | Granollers                                    |  |
| 20:30        | Èric 78' Marc · Agus, Èric, Julio Alberto, Fradera · Miguel, Gerard, Ortega · Álex Pérez, Alarcón, Fran | Mundo Deportivo | Jordi Ordoño, Journet, Cristian, Fran Capi, Alfredo, Fido Bauli, Carlos, Gallart | Carrer Girona · Estanislao Plantada Siurans · |  |

| 12 agost 2006 | UE Vic | 3 – 2                    | EC Granollers | Vic                                   |  |
| 18:30         | Vinyet 02' 28' · Valls 85' Tarrés · Ernest, Verdaguer, Vila, Pla · Vinyet, Sergi, Vaqué · Iván, Heribert, Valls | Mundo Deportivo El 9 Nou | 20' Bricio · 89' Álex Pérez Fredi · Aimar, Èric, Moyano, Ortega · Agus, Álex Pérez, David Parra, Pipa · Coco, Bricio | Municipal · Rubén Parralejo Sánchez · |  |

| 13 agost 2006 | EC Granollers | 1 – 2           | CE Mataró | Granollers                                    |  |
| 20:00         | Álex Pérez 35' (p.) · Marc · Alegre, Julio Alberto, Toledo, Txiqui · Arturo, Gerard, Siscu · Coco, Álex Pérez, Fran | Mundo Deportivo | 03' Álex · 84' Cebri Borja · Navarro, Durán, Palacios, Rodríguez · Martín, Altuna, Pérez, Kiku Rimblas · Palencia, Cañadilla | Carrer Girona · Estanislao Plantada Siurans · |  |

| 16 agost 2006 | UE Canovelles | 0 – 1           | EC Granollers | Canovelles  |  |
| 20:00         |               | Mundo Deportivo | 87' Siscu     | Municipal · |  |

| 20 agost 2006 | Terrassa FC B | 0 – 2           | EC Granollers | Terrassa                         |  |
| 20:00         | Cesc de Bode Fran, Ezequiel, Emilio, Iván Serrano David Fernández, Kuka, Carlos Sánchez Álex Ortiz, Manolo, Jordi Prats | Mundo Deportivo | 82' Pipa · 85' Miguel Marc · Alegre, Julio Alberto, Roberto Rosa, Pipa · Agus, Gerard, Siscu · Coco, Álex Pérez, Fran | Olímpic · Rubén A. López Arias · |  |

| 26 agost 2006                                                         | UD Taradell | 1 – 1           | EC Granollers                                                                                         | Taradell                     |  |
| 19:00 Guanyador el Granollers a la tanda de penals Trofeu Festa Major | Serrabasa 23' Solà · Pujadas, Morcillo, Cudi, Gurri · Jaume Serra, Edu Morató, Mané, Serrabasa · Eduard, Manu Rodríguez | Mundo Deportivo | 60' Ricky Alfredo · Alegre, Moyano, Julio Alberto, Pipa · Agus, Gerard, Arturo · Ricky, Alarcón, Fran | La Roureda · Jordà Sánchez · |  |

| 11 setembre 2006         | CF Parets             | 3 – 3 (7 – 6) | EC Granollers         | Parets del Vallès     |  |
| 18:00 Trofeu Festa Major | (1-0) · (2-0) · (3-0) | El 9 Nou      | (3-1) · (3-2) · (3-3) | Josep Seguer i Sans · |  |

| Primera Divisió Catalana |

| 2 setembre 2006 | EC Granollers | 2 – 1                          | CD Banyoles                                                                                                 | Granollers                                               |  |
| 20:30 Jornada 1 | Alarcón 26' · Ricky 70' Alfredo · Alegre, Moyano, Julio Alberto, Pipa · Agus, Álex Pérez, Arturo, Fran · Alarcón, Siscu | Mundo Deportivo Sport El 9 Nou | 28' Xavi López · Gerard · Pitu, Archi, Pau, Hereu · Xavi López, Plaja, Cortada, Iván Ruiz · Franc, Jonathan | Carrer Girona · 400 espectadors · Joaquim Solé Monllaó · |  |

| 10 setembre 2006 | CF Igualada                                                                                               | 2 – 0                                          | EC Granollers                                                                              | Igualada                                                                                          |  |
| 17:00 Jornada 2  | Franc 49' 88' Víctor Hugo · Torres, Clemente, Baraldés, Amores · Rubén, Pol, Enric · Pedro, Franc, Cendra | Mundo Deportivo Sport Regió 7 Diari d'Igualada | Alfredo Alegre, Julio Alberto, Roberto Rosa, Pipa Arturo, Aniceto, Siscu Agus, Ricky, Fran | Les Comes · 400 espectadors · Antonio Segura Chacón · Arnau Llopart Carbó · Jordi Alsina Caubet · |  |

| 17 setembre 2006 | EC Granollers                                                                                                 | 1 – 2                 | UE Poble Sec | Granollers                                                |  |
| 18:00 Jornada 3  | Arturo 49' · Alfredo · Alegre, Julio Alberto, Roberto Rosa, Pipa · Arturo, Aniceto, Siscu · Agus, Ricky, Fran | Mundo Deportivo Sport | 20' Óscar · 31' (p.) Rulo Dani · Cholo, Arcos, Hinojo, Miguel Ángel · Rulo, Julio, Juan Carlos · Ernest, Óscar, Villegas | Carrer Girona · 200 espectadors · David Jiménez Sánchez · |  |

| 24 setembre 2006 | FE Figueres                                                                                                | 1 – 2                 | EC Granollers | Vilatenim                                       |  |
| 16:30 Jornada 4  | Quique 77' (p.) · Ureña · Fede, Santiago, Murga, Ivi · Felip, Salam, Quique · Cruz, Matamala, Carlos López | Mundo Deportivo Sport | 63' Arturo · 91' Álex Pérez Alfredo · Alegre, Julio Alberto, Roberto Rosa, Pipa · Arturo, Aniceto, Siscu · Agus, Álex Pérez, Fran | Municipal de Vilatenim · Carlos Sánchez Durán · |  |

| 30 setembre 2006 | EC Granollers | 3 – 0           | UE Caprabo Europa B                                                                                  | Granollers                                               |  |
| 20:30 Jornada 5  | Siscu 75' · Fran 80' · Arturo 82' Alfredo · Alegre, Julio Alberto, Roberto Rosa, Pipa · Agus, Aniceto, Arturo, Fran · Ricky, Siscu | Mundo Deportivo | Santi Jurado, Roger, Xavi, Palau Juan Muñoz, Pep, Cristian, Ramon Gatell Xavi López, Carlos Martínez | Carrer Girona · 300 espectadors · Xavier Puibert Grimà · |  |

| 8 octubre 2006  | UE Tàrrega | 2 – 2                 | EC Granollers | Tàrrega                              |  |
| 16:30 Jornada 6 | Mayoral 45' · Pijoan 71' Micky · Horcajada, Mayoral, Francesc, Dídac · Carballo, Valeri, Padrones · Robert, Castellana, Sebas | Mundo Deportivo Sport | 41' Álex Pérez · 76' Agus Alfredo · Alegre, Julio Alberto, Ricky, Pipa · Arturo, Aniceto, Siscu · Agus, Álex Pérez, Fran | La Plana · Santiago López Quintana · |  |

| 12 octubre 2006 | EC Granollers | 2 – 2                                    | CF Amposta | Granollers                                              |  |
| 20:30 Jornada 7 | Álex Pérez 80' 83' · Alfredo · Alegre, Julio Alberto, Èric, Txiqui · Arturo, Aniceto, Álex Pérez · Coco, Ricky, Fran | Mundo Deportivo Sport Diari de Tarragona | 42' Raúl · 85' Chico Norbert · Iván Martín, Julio, Iván Robles, Méndez · Raúl, Puig, Ruibal · Yurick, Gustavo, Òscar | Carrer Girona · 200 espectadors · David Medié Jiménez · |  |

| 15 octubre 2006 | CF Badalona B                                                                                             | 4 – 1                 | EC Granollers                                                                                  | Badalona                        |  |
| 12:00 Jornada 8 | Eric 02' 19' 36' 47' Rubén · Ramón, Rafa, Valentín, Bernat · Héctor, Sergio, Marcel · Aitor, Eric, Isaías | Mundo Deportivo Sport | 70' Ricky Alfredo · Alegre, Moyano, Èric, Pipa · Arturo, Álex Pérez, Siscu · Agus, Ricky, Fran | Montigalà · Ana Zardain López · |  |

| 22 octubre 2006 | EC Granollers                                                                            | 0 – 1           | UE Vilassar de Mar | Granollers                           |  |
| 17:00 Jornada 9 | Alfredo Alegre, Julio Alberto, Èric, Txiqui Aniceto, Álex Pérez Agus, Arturo, Fran Ricky | Mundo Deportivo | 65' Juste Cristian · Gerard Rosés, Óscar, Creus, Raúl Rodríguez · Rubén, Fernando Kroeff, Dani López · Pedrito, Edu, Xavi Rovira | Carrer Girona · Jaume Edo Martínez · |  |

| 29 octubre 2006  | UE Cornellà                                                                         | 0 – 1           | EC Granollers                                                                                        | Cornellà de Llobregat           |  |
| 17:00 Jornada 10 | Talavera Omar, Mario, Sergio, Manzano Siles, Gómez, Dani Iglesias Pau, Raúl, Motoso | Mundo Deportivo | 70' Siscu Alfredo · Alegre, Julio Alberto, Èric, Pipa · Agus, Álex Pérez, Aimar, Fran · Ricky, Siscu | Via Fèrria · Roger Sales Font · |  |

| 4 novembre 2006  | EC Granollers                                                                                          | 1 – 2                 | FC Vilafranca | Granollers                                            |  |
| 20:30 Jornada 11 | Ricky 14' · Alfredo · Alegre, Julio Alberto, Èric, Pipa · Agus, Álex Pérez, Aimar, Fran · Ricky, Siscu | Mundo Deportivo Sport | 06' Capilla · 92' Eloi Marc Ramírez · Del Barrio, Peña, Garea, Óscar · Àlex Ortiz, Eloi, Jarabo · Sylla, Condis, Capilla | Carrer Girona · 1000 espectadors · Molina Fernández · |  |

| 12 novembre 2006 | CF Montañesa | 3 – 1                 | EC Granollers                                                                                      | Nou Barris, Barcelona           |  |
| 12:00 Jornada 12 | Santi 45' · Benja 62' 68' Martín · Gabi, Bernal, Juanan, Raúl · Luis Gil, Miguel Ángel, Edu · Marcos, Benja, Santi | Mundo Deportivo Sport | 66' Èric · Fredi · Alegre, Almirante, Èric, Pipa · Fortuny, Álex Pérez, Aimar, Fran · Ricky, Siscu | Municipal · Rubén Rengel Royo · |  |

| 19 novembre 2006 | CE Morell | 3 – 1                                    | EC Granollers                                                                                                  | El Morell                         |  |
| 17:00 Jornada 13 | Rosado 01' · Sergio Martín 52' · Tico 77' (p.) Àlex Ródenas · Raúl, Albert, Jorge, Carlos · Sergio Martín, Carni, Mendoza · Rosado, Cristian, Tico | Mundo Deportivo Sport Diari de Tarragona | 41' (p.) Ricky · Fredi · Aimar, Almirante, Roberto Rosa, Èric · Agus, Álex Pérez, Siscu, Fran · Ricky, Pacheco | Municipal · Arnau Llopart Carbó · |  |

| 26 novembre 2006 | EC Granollers | 3 – 1                                                    | AEC Manlleu                                                                                                  | Granollers                                  |  |
| 17:00 Jornada 14 | Ricky 26' 64' · Álex Pérez 58' Fredi · Alegre, Aimar, Roberto Rosa, Èric · Agus, Álex Pérez, Aniceto, Fran · Ricky, Pacheco | Mundo Deportivo Sport El 9 Nou (Vallès) El 9 Nou (Osona) | 39' Baruc · Ochoa · Bellavista, Dot, Masoliver, Verdaguer · Antolín, Baruc, Fabià, Colomo · Cesc Pla, Muntal | Carrer Girona · Eduard Monsonís Benavente · |  |

| 3 desembre 2006  | UDA Gramenet B                                                                                   | 1 – 0                 | EC Granollers                                                                           | Santa Coloma de Gramenet                |  |
| 11:45 Jornada 15 | Simón 92' (p.) Pol · Oriol, Carlos, Iván, Chiri · Álex, Puente, Albert · Ferran, Simón, Casillas | Mundo Deportivo Sport | Fredi Alegre, Aimar, Roberto Rosa, Txiqui Agus, Aniceto, Álex Pérez Arturo, Ricky, Fran | Can Peixauet · Daniel Navarro Jiménez · |  |

| 6 desembre 2006  | EC Granollers | 2 – 0                                    | CD Tortosa                                                                                     | Granollers                             |  |
| 12:00 Jornada 16 | Fran 18' · Txiqui 78' Fredi · Alegre, Aimar, Roberto Rosa, Txiqui · Agus, Aniceto, Álex Pérez · Arturo, Fran, Coco | Mundo Deportivo Sport Diari de Tarragona | Marc Bertomeu Eke, Uceda, Adell, Àlex Ros Germán, Juan Carlos, Matito Sani, De la Torre, Badia | Carrer Girona · David Pozo Izquierdo · |  |

| 10 desembre 2006 | UD Cassà | 3 – 1                 | EC Granollers                                                                                                 | Cassà de la Selva                                          |  |
| 12:00 Jornada 17 | Almendros 23' (p.) 91' · Manel 25' Fran · Riart, Triadú, Nene, Reyes · Robert, Villaplana, Manel · Almendros, Carlos Martínez, Montes | Mundo Deportivo Sport | 18' Álex Pérez · Fredi · Alegre, Aimar, Roberto Rosa, Txiqui · Agus, Aniceto, Álex Pérez · Arturo, Fran, Coco | Municipal · 500 espectadors · José Francisco Pérez Bueno · |  |

| 17 desembre 2006 | EC Granollers                                                                                                | 1 – 1                 | UE Rubí | Granollers                                 |  |
| 17:00 Jornada 18 | Fran 01' Fredi · Aimar, Julio Alberto, Roberto Rosa, Txiqui · Agus, Álex Pérez, Aniceto, Fran · Arturo, Miki | Mundo Deportivo Sport | 93' Marc Zenón Planagumà · Sierra, Alberto, Torres, Javi · Pep Soler, Huertas, Azañón · Jimmy, Víctor Álvarez, Cholo | Carrer Girona · Enric Ponsatí Clavaguera · |  |

| 7 gener 2007     | CF Pobla de Mafumet | 4 – 2                                    | EC Granollers                                                                                               | La Pobla de Mafumet                |  |
| 12:00 Jornada 19 | Virgili 21' 60' 71' · Mauricio 94' Raúl · Vladi, Ferran, Robert, Vives · Èdgar, Ferri, Esteve · Darío, Mauricio, Virgili | Mundo Deportivo Sport Diari de Tarragona | 75' 77' Ricky · Fredi · Fortuny, Aimar, Roberto Rosa, Txiqui · Agus, Álex Pérez, Fran · Arturo, Ricky, Miki | Municipal · Joaquim Solé Monllaó · |  |

| 14 gener 2007    | CD Banyoles | 2 – 0           | EC Granollers                                                                            | Banyoles                                            |  |
| 17:00 Jornada 20 | Xavi López 22' · Jonathan 60' (p.) Gerard · Toni, Archi, Padilla, Busquets · Xavi López, Pitu, Cortada, Masferrer · Jonathan, Enric | Mundo Deportivo | Alfredo Aimar, Almirante, Roberto Rosa, Pipa Álex Pérez, Noel, Pacheco Miki, Ricky, Fran | Camp Nou · 300 espectadors · Carlos Sánchez Durán · |  |

| 21 gener 2007    | EC Granollers | 1 – 2                                          | CF Igualada | Granollers |  |
| 17:00 Jornada 21 | Pacheco 39' (p.) · Dayán · Alegre, Almirante, Roberto Rosa, Txiqui · Álex Pérez, Noel, Pacheco · Miki, Ricky, Fran | Mundo Deportivo Sport Regió 7 Diari d'Igualada | 24' Sendra · 57' Franc Víctor Hugo · Torres, Clemente, Baraldés, Amores · Pol, Gomà, Enric · Simón, Franc, Sendra | Carrer Girona · 200 espectadors · Francisco Javier Serrano Hernández · Jordi de la Cruz Estalache · Palomar · |  |

| 28 gener 2007    | UE Poble Sec                                                                                  | 0 – 1                          | EC Granollers                                                                                              | El Poble-sec, Barcelona       |  |
| 12:00 Jornada 22 | Quim Cholo, Arcos, Hinojo, Miguel Ángel Ernest, Jaume, Juan Carlos Pule, Dani Delgado, Marcel | Mundo Deportivo Sport El 9 Nou | 82' Ricky Alfredo · Alegre, Aimar, Roberto Rosa, Fran · Álex Pérez, Noel, Víctor · Silvestre, Ricky, Siscu | Pau Negre · José Díaz Rubio · |  |

| 4 febrer 2007    | EC Granollers                                                                           | 0 – 0                 | FE Figueres                                                                        | Granollers                                        |  |
| 17:00 Jornada 23 | Dayan Alegre, Aimar, Roberto Rosa, Fran Isern, Álex Pérez, Gerard, Víctor Arturo, Siscu | Mundo Deportivo Sport | Edu Fede, Murga, Quique, Ricard Castro, Ivi, Mercader Cruz, Antonio Carlos, Varona | Carrer Girona · 250 espectadors · Segura Chacón · |  |

| 11 febrer 2007   | UE Caprabo Europa B                                                                                   | 0 – 1                 | EC Granollers                                                                                                 | Esplugues de Llobregat              |  |
| 12:00 Jornada 24 | Santi Albert, Juani, Otero, Xavi Achille, Rueda, Quiñones Jordi Gatell, Carlos Martínez, Ramon Gatell | Mundo Deportivo Sport | 08' Roberto Rosa Dayan · Alegre, Aimar, Roberto Rosa, Fran · Álex Pérez, Gerard, Noel, Víctor · Arturo, Siscu | Salt del Pi · José Expósito Muñoz · |  |

| 18 febrer 2007   | EC Granollers | 2 – 1                 | UE Tàrrega                                                                                                 | Granollers                           |  |
| 17:00 Jornada 25 | Víctor 72' · Gerard 77' Dayan · Alegre, Aimar, Roberto Rosa, Fran · Álex Pérez, Gerard, Noel, Víctor · Arturo, Siscu | Mundo Deportivo Sport | 50' Pijoan · Micky · Pacheco, Valeri, Horcajada, Dídac · Carballo, Kiko, Juanma · Padrones, Pijoan, Robert | Carrer Girona · Jordi José Barrera · |  |

| 25 febrer 2007   | CF Amposta | 2 – 2                                    | EC Granollers | Amposta                                                   |  |
| 17:00 Jornada 26 | Gustavo 15' · Santi Acedo 90' Diego · Iván Martín, Julio, Puig, Méndez · Raúl, Yurick, Gustavo · Miguel Ángel, Santi Acedo, Lucha | Mundo Deportivo Sport Diari de Tarragona | 34' Aimar · 39' Álex Pérez Dayan · Alegre, Aimar, Almirante, Chino · Cris, Álex Pérez, Gerard, Víctor · Siscu, Fran | Municipal · 650 espectadors · Daniel Izquierdo Martínez · |  |

| 4 març 2007      | EC Granollers                                                                          | 0 – 2                 | CF Badalona B | Granollers                            |  |
| 17:00 Jornada 27 | Dani Cuevas Alegre, Aimar, Ricky, Chino Cris, Álex Pérez, Víctor Mario, Marcelo, Siscu | Mundo Deportivo Sport | 83' Sergio · 84' David Parra Rubén · Sergio, Cantó, Víctor, Valentín · Alberto, Rovira, Isaías · David Parra, Ramón, David López | Carrer Girona · Francisco Mur Romeo · |  |

| 11 març 2007     | UE Vilassar de Mar | 2 – 0                 | EC Granollers                                                                             | Vilassar de Mar                          |  |
| 12:00 Jornada 28 | Jesús 65' · Pedrito 67' Francis · Xavili, Óscar, Creus, Raúl Rodríguez · Vílchez, Edu, Fernando Kroeff · Jesús, Raúl Fernández, Juste | Mundo Deportivo Sport | Dani Cuevas Alegre, Aimar, Almirante, Chino Cris, Álex Pérez, Gerard, Víctor Ricky, Siscu | Xevi Ramon · Eduard Monsonís Benavente · |  |

| 18 març 2007     | EC Granollers                                                                               | 0 – 0                 | UE Cornellà                                                                                | Granollers                                |  |
| 17:00 Jornada 29 | Dani Cuevas Alegre, Aimar, Almirante, Fortuny Cris, Álex Pérez, Gerard, Víctor Ricky, Siscu | Mundo Deportivo Sport | Talavera Omar, Alfonso, Sergio, Mario Motoso, Dani Iglesias, Jordi Alba Ariza, Reyes, Marc | Carrer Girona · Juan Rodríguez Portolés · |  |

| 25 març 2007     | FC Vilafranca | 2 – 1                 | EC Granollers                                                                                              | Vilafranca del Penedès        |  |
| 17:00 Jornada 30 | Landi 33' (p.) · Óscar 51' Marc Ramírez · Del Barrio, Peña, Rafa, Murillo · Álex Ortiz, Eloi, Capilla · Óscar, Condis, Landi | Mundo Deportivo Sport | 02' Víctor · Dani Cuevas · Alegre, Aimar, Fortuny, Fran · Cris, Álex Pérez, Pacheco · Siscu, Ricky, Víctor | Municipal · José Díaz Rubio · |  |

| 1 abril 2007     | EC Granollers                                                                        | 0 – 2                 | CF Montañesa | Granollers                                   |  |
| 17:00 Jornada 31 | Dani Cuevas Alegre, Aimar, Fortuny, Chino Álex Pérez, Cris, Fran Agus, Ricky, Víctor | Mundo Deportivo Sport | 87' Manu · 89' Javi Yoyo · Gabi, Andrés, Juanan, Raúl · Luis Gil, Miguel Ángel, Santi · Marcos, Manu, Dani Acosta | Carrer Girona · José Francisco Pérez Bueno · |  |

| 15 abril 2007    | EC Granollers | 2 – 0                                    | CE Morell                                                                                     | Granollers                             |  |
| 17:00 Jornada 32 | Pacheco 08' (p.) · Víctor 88' Dani Cuevas · Alegre, Aimar, Fortuny, Fran · Álex Pérez, Cris, Noel, Víctor · Marcelo, Pacheco | Mundo Deportivo Sport Diari de Tarragona | Àlex Ródenas Raúl, Jorge, Pep Andreu, Tico Coello, Gonzalo, Barreda Rosado, Cristian, Valerio | Carrer Girona · Sergio Santos Pastor · |  |

| 22 abril 2007    | AEC Manlleu | 5 – 1                                                    | EC Granollers                                                                                      | Manlleu                           |  |
| 17:00 Jornada 33 | Verdaguer 03' · Parres 24' · Cesc Pla 31' · Muntal 56' · Jon 75' Ochoa · Masoliver, Bellavista, Jon, Verdaguer · Comas, Baruc, Parres, Colomo · Cesc Pla, Muntal | Mundo Deportivo Sport El 9 Nou (Vallès) El 9 Nou (Osona) | 88' Isern · Dayan · Alegre, Aimar, Fortuny, Fran · Cris, Noel · Agus, Álex Pérez, Víctor · Marcelo | Municipal · David Medié Jiménez · |  |

| 29 abril 2007    | EC Granollers                                                                                            | 1 – 2                 | UDA Gramenet B                                                                                                   | Granollers                              |  |
| 17:00 Jornada 34 | Fortuny 47' · Dani Cuevas · Aimar, Cris, Èric, Alegre · Fortuny, Álex Pérez, Víctor, Fran · Mario, Siscu | Mundo Deportivo Sport | 20' Albert · 28' Joaquín Carles Jódar · Jimmy, Carlos, Luis, Chumi · Rojals, Joaquín, Albert · Ferran, Pau, Álex | Carrer Girona · Marc Guisasola Llopis · |  |

| 6 maig 2007      | CD Tortosa | 2 – 0                                    | EC Granollers                                                                      | Tortosa                                              |  |
| 17:00 Jornada 35 | Joel 08' · Badia 76' Rodri · Eke, Adell, José Ramón, Cosido · Edu Aguilar, Juan Carlos, De la Torre · Sani, Joel, Badia | Mundo Deportivo Sport Diari de Tarragona | Dani Cuevas Aimar, Cris, Èric, Alegre Agus, Álex Pérez, Gerard, Fran Víctor, Siscu | Municipal · 300 espectadors · Xavier Puibert Grimà · |  |

| 12 maig 2007     | EC Granollers                                                                               | 1 – 3                 | UD Cassà | Granollers                                                 |  |
| 19:00 Jornada 36 | Ricky 33' · Dayan · Aimar, Romo, Èric, Alegre · Álex Pérez, Cris, Noel, Fran · Ricky, Siscu | Mundo Deportivo Sport | 31' Montes · 80' Troyano · 88' Edu Urdiales Fran · Rubio, Quim Torné, Riart, Reyes · Manel, Villaplana, Montes · Almendros, Carlos Martínez, Troyano | Carrer Girona · 300 espectadors · Daniel Navarro Jiménez · |  |

| 20 maig 2007     | UE Rubí                                                                      | 0 – 2                 | EC Granollers | Rubí                               |  |
| 12:00 Jornada 37 | Oriol José, Germán, Quique, Javi Carlitos, Juanmi, Cholo Romero, Micky, Fran | Mundo Deportivo Sport | 65' Álex Pérez · 66' Ricky Dani Cuevas · Fortuny, Romo, Èric, Alegre · Álex Pérez, Cris, Noel, Fran · Ricky, Siscu | Can Rosés · David Pozo Izquierdo · |  |

| 27 maig 2007     | EC Granollers | 3 – 3                 | CF Pobla de Mafumet | Granollers                             |  |
| 18:00 Jornada 38 | Ricky 48' 87' · Mario 56' · Dani Cuevas · Alegre, Romo, Èric, Fran · Agus, Álex Pérez, Cris, Víctor · Ricky, Mario | Mundo Deportivo Sport | 13' (p.) Virgili · 58' Taranilla · 64' Ferran Víctor · Robert, Vives, Mauri, Ferran · Darío, Vladi, Esteve · Borràs, Miguel, Virgili | Carrer Girona · Carlos Sánchez Durán · |  |

| Posició | J  | G  | E | P  | GF | GC | DG  | Punts |
| ------- | -- | -- | - | -- | -- | -- | --- | ----- |
| 18è     | 38 | 11 | 7 | 20 | 44 | 63 | -19 | 40    |